# Charles Henry Gilbert
Pour les articles homonymes, voir Charles Gilbert et Gilbert.
Charles Henry Gilbert est un ichtyologiste américain, né le 5 décembre 1859 à Rockford, Illinois et mort le 20 avril 1928.

## Biographie
Il est le fils d’Edward Gilbert et de Sarah née Bean. Il obtient son Bachelor of Sciences à l’université Butler en 1879, son Master of Sciences à l’université de l'Indiana en 1882, enfin son Ph. D. en 1883. Il suit notamment les cours du grand ichtyologiste américain David Starr Jordan (1851-1931). Il se marie avec Julia R. Hughes le 7 août 1883.
Gilbert travaille comme assistant à l’université de l’Indiana de 1880 à 1884 avant d’y enseigner la zoologie de 1889 à 1891. De 1884 à 1889, il enseigne l’histoire naturelle à l’université de Cincinnati. Il devient professeur de zoologie à l’université Stanford en 1891, fonction qu’il conserve jusqu’à sa retraite.
Il participe, de 1880 à 1898 à la commission américaine des pêches et exerce les fonctions d’expert en ce qui concerne la pêche du saumon de 1909 à 1927. Gilbert est naturaliste lors de la mission du steamer Albatross dans le nord-ouest du Pacifique en 1902 et en 1906. Ses voyages lui permettent de constituer des collections d’une très grande richesse puisqu’elles permettent la description de trois nouvelles familles, vingt-deux nouveaux genres et deux cent cinquante-neuf nouvelles espèces de poisson.
Il fait notamment paraître The Deep-Sea Fisches of the Hawaiian Islands (1905) et avec David Starr Jordan (1851-1931) Synopsis of the Fishes of North America en 1882.

### Liste partielle des publications
- 1880: avec D.S. Jordan, Descriptions of new species of Xiphister and Apodichthys, from Monterey, California. Proc. U. S. Natl. Mus., v. 3 (n° 130) : 135–140.
- 1883 : avec D.S. Jordan, Synopsis of the fishes of North America. Bull. U. S. Natl. Mus., No. 16 : i–liv + 1–1018.
- 1883 : avec D.S. Jordan, Notes on the nomenclature of certain North American fishes. Proc. U. S. Natl. Mus., v. 6 (n° 352) : 110–111.
- 1889 : Description of a new species of Bathymaster (B. jordani) from Puget’s Sound and Alaska. Proc. U. S. Natl. Mus., v. 11 (n° 753) : 554.
- 1890 : A preliminary report on the fishes collected by the steamer Albatross on the Pacific coast of North America during the year 1889, with descriptions of twelve new genera and ninety two new species. Proc. U. S. Natl. Mus., v. 13 (n° 797) : 49–126.
- 1896 : The ichthyological collections of the steamer Albatross during the years 1890 and 1891. Rep. U. S. Fish Comm. v. 19 [1893] : 393-476, pl. 20-35.
- 1897 : Descriptions of twenty-two new species of fishes collected by the steamer Albatross, of the United States Fish Commission. Proc. U. S. Natl. Mus., v. 19 (n° 1115) : 437–457, pl. 49–55.
- 1904 : Notes on fishes from the Pacific coast of North America. Proc. Calif. Acad. Sci. (Ser. 3) v. 3 (n° 9) : 255–271, Pls. 25–29.
- 1912 : avec Charles Victor Burke (1882-1958), Fishes from Bering Sea and Kamchatka. Bull. Bur. Fish., v. 30 (pour 1910) : 31–96.
- 1915 : Fishes collected by the United States Fisheries steamer “Albatross” in southern California in 1904. Proc. U. S. Natl. Mus., v. 48 (n° 2075) : 305–380, Pl. 14–22.

### Sources
- Allen G. Debus (dir.) (1968). World Who’s Who in Science. A Biographical Dictionary of Notable Scientists from Antiquity to the Present. Marquis-Who’s Who (Chicago) : xvi + 1855 p.
- J. Richard Dunn (1996).  Charles Henry Gilbert (1859-1928), naturalist-in-charge, and Chauncey Thomas, Jr. (1850-1919), commanding: conflict aboard the U.S. Fish Commission Steamer Albatross in 1902. Marine Fisheries Review en ligne.